# Zeitgeber
A zeitgeber (kiejtés: [ˈtsaɪtˌgeɪbər], németül: „idő-adó”, szinkronizáló) olyan külső (exogén) stimulus, jelzés, ami képes meghatározni vagy módosítani (entrainment) az élőlények belső (endogén) időmérő rendszerét („biológiai óra” vagy „belső óra”). A legerősebb zeitgeber a növények és állatok számára is a fényhatás. További stimulusok lehetnek pl. hanghatások, a hőmérséklet, társas interakciók, hormonális hatások, táplálkozási minták.
A német „Zeitgeber” szót a kronobiológia egyik úttörője, Jürgen Aschoff terjesztette el az 1960-as években. Azóta széles körben használják tudományos munkákban ezen a területen.

## Fordítás
- Ez a szócikk részben vagy egészben a Zeitgeber című angol Wikipédia-szócikk ezen változatának fordításán alapul.  Az eredeti cikk szerkesztőit annak laptörténete sorolja fel. Ez a jelzés csupán a megfogalmazás eredetét és a szerzői jogokat jelzi, nem szolgál a cikkben szereplő információk forrásmegjelöléseként.